# Monochamus x-fulvum
Monochamus x-fulvum là một loài bọ cánh cứng trong họ Cerambycidae.